# Joni Pitkänen
Joni Pitkänen, född 19 september 1983 i Uleåborg, Finland, är en finländsk före detta professionell ishockeyspelare som senast spelade för Kärpät i FM-ligan. Han draftades som 4:e spelare totalt 2002 av Philadelphia Flyers.
Pitkänen spelade för Finland i OS 2006 i Turin, Italien, där Finland tog silver.

## Klubbar
- Kärpät
- Philadelphia Flyers
- Philadelphia Phantoms
- Edmonton Oilers
- Carolina Hurricanes